# Джон Хіггінс (художник)
Джон Хіггінс (англ. John Higgins) - англійський художник  і сценарист коміксів . Багато працював для журналу 
2000 AD  і часто співпрацював із письменником Аланом Муром, зокрема, був колористом серії «Вартові».

## Нагороди
| Рік  | Нагорода     | Категорія          | Посилання | Номінант             |
| ---- | ------------ | ------------------ | --------- | -------------------- |
| 1998 | Премія Харві | Найкращий колорист | [ 3 ]     | «Вартові»            |
| 1989 | Премія Харві | Найкращий колорист | [ 4 ]     | Бетмен: Убивчий жарт |
| 2011 | Inkpot Award |                    | [ 5 ]     |                      |